# Edson Braafheid
Edson Braafheid (Paramaribo, Surinam, 8 de abril de 1983) es un exfutbolista neerlandés que jugaba de lateral derecho.

## Trayectoria

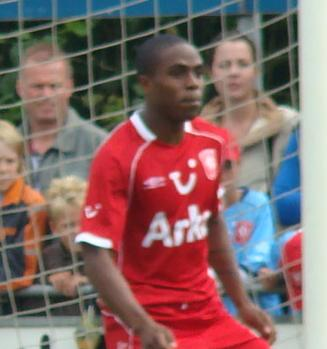
Braafheid en el Twente en 2008.

El 10 de febrero de 2007 jugó su primer partido con el FC Twente contra el Feyenoord en la Eredivisie. Llegó al FC Twente gratis, después de que su contrato con FC Utrecht expirara. En este equipo también jugó como defensa central. A principios del verano de 2008 fue convocado para jugar con la selección olímpica de los Países Bajos que iba a participar en los Juegos Olímpicos de Pekín 2008.

### FC Bayern de Múnich
Jugó en el Bayern de Múnich, equipo que pagó 3,5 millones de euros por su traspaso. Sin embargo, a comienzos de la temporada 2010 fue cedido al Celtic Glasgow para disputar minutos de cara a participar en la Copa Mundial de Fútbol de 2010. Después de disputar 9 partidos en el comienzo de la temporada 2009/10 con el Bayern, disputó otros 10 con el Celtic.

### 1899 Hoffenheim
El 27 de enero de 2011 fichó por el 1899 Hoffenheim de la Bundesliga.
Luego de su regreso del FC Twente, donde jugó a préstamo hasta junio de 2014, Braafheid no fue parte del primer equipo del Hoffenheim, y fue liberado del club.

### Lazio
El 1 de agosto de 2014 fichó por la Lazio de la Serie A, donde estuvo una temporada.

### FC Utrecht
El 17 de agosto de 2016 regresó al FC Utrecht.

### Austin Bold FC
El 27 de junio de 2019 fichó por el Austin Bold FC de la USL Championship.

## Selección nacional
Fue seleccionado para representar a su país en la Copa del Mundo de 2010. Disputó solo un partido, el de la final, jugando solo los 15 minutos de la parte complementaria de la prórroga, en la derrota de su selección frente a la selección española. Ha sido internacional con la selección de fútbol de los Países Bajos en 10 ocasiones.

### Participaciones en Copas del Mundo
| Mundial                        | Sede      | Resultado  | Partidos | Goles |
| ------------------------------ | --------- | ---------- | -------- | ----- |
| Copa Mundial de Fútbol de 2010 | Sudáfrica | Subcampeón | 1        | 0     |

## Clubes
| Club                  | País           | Año       |
| --------------------- | -------------- | --------- |
| F. C. Utrecht         | Países Bajos   | 2003-2007 |
| F. C. Twente          | Países Bajos   | 2007-2009 |
| Bayern de Múnich      | Alemania       | 2009-2011 |
| Celtic F. C. (cedido) | Escocia        | 2010      |
| TSG 1899 Hoffenheim   | Alemania       | 2011-2014 |
| F. C. Twente (cedido) | Países Bajos   | 2012-2013 |
| S. S. Lazio           | Italia         | 2014-2016 |
| F. C. Utrecht         | Países Bajos   | 2016-2018 |
| Austin Bold F. C.     | Estados Unidos | 2019-2020 |
| Palm Beach Stars      | Estados Unidos | 2020-2021 |